# Aleksander Nowakowski
Aleksander Nowakowski (ur. 22 marca 1900 w Sarre-Union we Francji, zm. 21 stycznia 1968) – polski specjalista w dziedzinie włókiennictwa, profesor.

## Życiorys
Urodził się 22 marca 1900 w rodzinie Kazimierza i Berty z Tiemów. Ukończył gimnazjum w Landsbergu. Studiował chemię w na Uniwersytecie Poznańskim, gdzie po ukończeniu nauki rozpoczął pracę na Wydziale Matematyczno-Przyrodniczym. W 1928 roku uzyskał stopień naukowy doktora, a w 1935 stopień doktora habilitowanego. W tym okresie studiował na Politechnice w Darmstadt, na Sorbonie w Paryżu i w Instytucie Badawczym Chemii Włókien w Berlinie. Jego zainteresowania naukowe stanowiły związki wielkocząsteczkowe, a szczególnie pochodne celulozy. W 1938 roku objął kierownictwo Zakładu Technologii Środków Lekarskich Oddziału Farmaceutycznego na Wydziale Matematyczno-Przyrodniczym, ale jeszcze przed wybuchem II wojny światowej w 1939 przeniósł się do Wilna, gdzie 10 marca 1939 objął stanowisko profesora nadzwyczajnego chemii technicznej w Katedrze Chemii Technicznej na Wydziale Matematyczno-Przyrodniczym Uniwersytetu Stefana Batorego.
W 1948 został wyznaczony jako organizator i pierwszym kierownik Katedry Technologii Organicznej na Wydziale Chemicznym Politechniki Łódzkiej, którą kierował do 1962. W latach 1948–1950 zajmował również stanowisko dyrektora Zakładu Włókien Sztucznych i Syntetycznych Głównego Instytutu Włókiennictwa w Łodzi. Jego dorobek naukowy obejmuje około 40 publikacji.
Od 19 listopada 1927 był mężem dr Zofii Piestrak.
Zmarł 21 stycznia 1968.